# Вулкан на Креницин
Вулканът на Креницин (на руски: Вулкан Креницына) е активен стратовулкан в южната част на остров Онекотан, принадлежащ към веригата Северни Курилски острови, Сахалинска област на Русия. Намира се в калдерата Тао-Русир, формирана през 5550 (± 75) година преди новата ера, в резултат от едно от най-силните изригвания на Курилските острови през холоцена. Това е най-големят вулкан в света, който се намира в калдерата на друг вулкан.
Вулканът носи името на руския мореплавател Пьотър Кузмич Креницин, изследовател на Камчатка и Алеутските острови.

## Описание
Базалто-андезитната калдера Тао-Русир е с вътрешен диаметър 7,5 км и диаметър при основата – 16 – 17 км. Стените на калдерата се издигат на височина между 540 и 920 метра. Запълнена е с най-дълбокото сладководно езеро в Сахалинска област – Калцовое (Пръстеновидно) езеро. Диаметърът му е 7 км, максималната му дълбочина е 264 м., а водната повърхност се намира на 400 м над морското равнище. Обикновено водата в него е спокойна, но при силен вятър вълните могат да достигнат 3 м. височина.
В северозападната част на езерото, високо над ръба на калдерата, се издига симетричният конус на Вулкана на Креницин и образува остров с диаметър при основата 4 км. Съставът му е главно андезитов и се издига на 1324 м над морското равнище. На върха си завършва с кратер с диаметър 350 м и дълбочина 100 м., запълнен с вода. През 1952 г. става странично изригване на вулкана, при което се образува още един, голям кратер на североизточния му склон. Едновременно с това на източния бряг е формиран малък лавов купол.

## Флора
Вътрешните стени на калдерата са покрити с елша и ливадна растителност. По стръмните склонове на вулкана, към тясната крайбрежна ивица, се спускат каменопади от едри и по-дребни камъни. По склоновете на калдерата и на самия вулкан растат здравец, каменоломка, ива-джудже, Penstemon fruticosus, Phyllodoce, рододендронови храсти, а на някои места и ириси.

## Активност
Предполага се, че калдерата е формирана през 5550 г. пр.н.е. като следствие от много силна ерупция с ВЕИ=6. Единственото, исторически засвидетелствано, изригване на вулкана е през 1952 г. с ВЕИ=3. Става една седмица след силно земетресение с магнитуд 9 по скалата на Рихтер. Тогава се образуват кратерното езеро на върха и лавовият купол. В наши дни се наблюдават само фумаролна и термална активност.